# Luis Zubero
Luis Zubero Aldecoa (nascido em 18 de março de 1948) é um ex-ciclista espanhol. Terminou em vigésimo oitavo lugar na estrada individual nos Jogos Olímpicos da Cidade do México 1968.